# Inklin River
Der Inklin River ist der linke Quellfluss des Taku River in der kanadischen Provinz British Columbia.

## Flusslauf
Der Inklin River entsteht am Zusammenfluss von Sheslay River und Nahlin River. Er durchfließt das Stikine Plateau in anfangs westlicher, später nordwestlicher Richtung. Nach etwa 80 km trifft er auf den von Nordosten kommenden Nakina River, mit dem er sich zum Taku River vereinigt. Das Flusssystem wird von der Stikine Icecap gespeist. Im Fluss gibt es Lachse. Zwischen den Einmündungen von Sutlahine River und Yeth Creek durchfließt der Inklin River eine Schlucht, die Stromschnellen der Klasse III aufweisen. 